# Praag-Přední Kopanina
Praag-Přední Kopanina (Tsjechisch: Praha-Přední Kopanina) is een gemeentelijk district van de Tsjechische hoofdstad Praag die samenvalt met Přední Kopanina, een voordorp van Praag aan de noordwestkant van de stad. Het district is onderdeel van het administratieve district Praag 6.
De belangrijkste bezienswaardigheid van het dorp is de Romaanse Rotonde van de heilige Maria Magdalena. Dit is een 11e-eeuws gebouw wat onderdeel is van de kerk van Přední Kopanina. Verder ligt het internationale vliegveld van Praag, Luchthaven Ruzyně, op steenworp afstand.
Aan de zuidkant van Přední Kopanina liggen de gemeentelijke districten Praag 6 en Praag-Nebusice. Aan de noordkant ligt de gemeentegrens van Praag. Daar grenst het district aan de gemeenten Tuchoměřice en Statenice, beide onderdeel van de okres Praha-západ.
Praag 1 · Praag 2 · Praag 3 · Praag 4 · Praag-Kunratice · Praag 5 · Praag-Slivenec · Praag 6 · Praag-Lysolaje · Praag-Nebušice · Praag-Přední Kopanina · Praag-Suchdol · Praag 7 · Praag-Troja · Praag 8 · Praag-Březiněves · Praag-Ďáblice · Praag-Dolní Chabry · Praag 9 · Praag 10 · Praag 11 · Praag-Křeslice · Praag-Šeberov · Praag-Újezd · Praag 12 · Praag-Libuš · Praag 13 · Praag-Řeporyje · Praag 14 · Praag-Dolní Počernice · Praag 15 · Praag-Dolní Měcholupy · Praag-Dubeč · Praag-Petrovice · Praag-Štěrboholy · Praag 16-Radotín · Praag-Lipence · Praag-Lochkov · Praag-Velká Chuchle · Praag-Zbraslav · Praag 17-Řepy · Praag-Zličín · Praag 18-Letňany · Praag 19-Kbely · Praag-Čakovice · Praag-Satalice · Praag-Vinoř · Praag 20-Horní Počernice · Praag 21-Újezd nad Lesy · Praag-Běchovice · Praag-Klánovice · Praag-Koloděje · Praag 22-Uhříněves · Praag-Benice · Praag-Kolovraty · Praag-Královice · Praag-Nedvězí